# Les Disques Star
 (mars 2022).
Si vous disposez d'ouvrages ou d'articles de référence ou si vous connaissez des sites web de qualité traitant du thème abordé ici, merci de compléter l'article en donnant les références utiles à sa vérifiabilité et en les liant à la section « Notes et références ».
Les Disques Star (anglais : Star Records) est un label de musique québécois créé en 1982 à Verdun par André Di Cesare. Initialement conçu pour publier et produire des albums d'André Gagnon, le label a fait également signer Martine St-Clair (de 1983 à 1988), Richard Huet, Nicole Martin (en 1984), Martine Chevrier (de 1987 à 1989), Édith Butler (de 1985 à 1988), Patrick Norman, Renée Martel, Roch Voisine et d'autres... En 1991, le label ouvre un studio d'enregistrement, Studio Star. Le bilan des activités a été fait en 2005. Après plus de 10 ans de distribution avec Distribution Select, en 2000, les Disques Star mettent au point leur contrat de distribution cette fois avec D.E.P. Distribution Exclusive.